# Линь Дань
Линь Дань (кит. упр. 林丹, пиньинь Lín Dān, род. 14 октября 1983 года) — китайский бадминтонист, выступавший в мужской одиночной категории. Чемпион Олимпийских игр 2008 и 2012 годов, пятикратный чемпион мира.
Широко признан величайшим игроком в бадминтон всех времён. К 28 годам Лин завоевал «Супер Большой Шлем», выиграв все девять главных титулов в мире бадминтона: Олимпийские игры, Чемпионат мира, Кубок мира, Кубок Томаса, Кубок Судирмана, BWF Super Series Finals, Открытый чемпионат Англии по бадминтону, азиатские игры и чемпионаты Азии, став первым и единственным игроком, который достиг такого успеха. Он также стал первым мужчиной-одиночником, который сохранил олимпийскую золотую медаль, выиграв в 2008 году и защитив свой титул в 2012 году. Победа на Открытом чемпионате Малайзии в 2017 году ознаменовала успех Линя, завоевашего все основные титулы в мире бадминтона.
В 2004 году бадминтонист Петер Гаде назвал его «Супер Данем» после победы в финале Открытого чемпионата Англии, и с тех пор прозвище широко использовалось его фанатами, а также средствами массовой информации в знак признания его достижений.
Завершил карьеру в июле 2020 года.

## Карьера
С 2004 года занимал первое место в рейтинге BWF в течение двух лет. Линь Дань играл на летних Олимпийских играх 2004 года, где из-за волнения выбыл в первом же раунде, проиграв Рональду Сусило из Сингапура. В следующем году завоевал серебро чемпионат мира 2005 года, уступив в финале Тауфику Хидаяту.
В 2006 году Линь Дань выиграл чемпионат мира по бадминтону 2006 года, встретившись в финале с Бао Чуньлаем. В 2007 году стал двукратным чемпионом мира, обыграв Сони Канкоро.
После победы на Олимпиаде 2008 года Линь Дань продолжил серию беспроигрышных побед на сильнейшем состязании года, выиграв и Чемпионат Мира по бадминтону 2009 у своего соотечественника Чэнь Цзиня. Только в 2010 году, впервые с 2006 года, Линь Дань закончил год без мировой короны, неожиданно уступив в розыгрыше чемпионата мира Пак Сон Хвану. Тем не менее, в 2011 году в финале чемпионата мира, в упорнейшей борьбе со счетом 20:22 21:14 23:21 Линь Дань переиграл своего главного соперника последних лет первую ракетку мира малайзийца Ли Чонг Вея.
Однако именно 2010 год стал для китайского спортсмена знаковым — 21 ноября, победив в финале всё того же Ли Чонг Вея, он завоевал последний отсутствующий в его коллекции трофей — золото в личном первенстве Азиатских игр, проводимых раз в 4 года. Таким образом, впервые в истории, Линь Дань хотя бы один раз выиграл все крупнейшие турниры по бадминтону.
Практически закрыв вопрос о соперничестве на крупнейших турнирах года — чемпионате мира, Всеанглийском турнире, чемпионате Китая и др. на несколько лет — Линь Дань вынудил именитых соперников признать последние годы «эрой Линь Даня»

## Техника
Особенность манеры игры Линь Даня — сочетание мощного прыжка и способности менять направление удара в последний момент. Будучи на заре спортивной карьеры преимущественно сверхатакующим игроком, наносящим смеши из любых положений и под разным углом, Линь Дань постепенно перешёл к более гибкой системе игры, сочетающей одновременно игру у сетки и агрессивную защиту на задней линии. Агрессивность выражается в более близкой к сетке позиции при защите, что требует моментальной реакции на атаку, но позволяет отражать волан очень коротко, заставляя только что атаковавшего с задней линии соперника доставать волан из-под сетки и тем самым нивелируя ценность этих атак. По сути лишая соперника атакующей игры, Линь Дань добился стратегического преимущества в розыгрыше очка.
Линь Дань обладает способностью «нырять» ласточкой за воланом и после этого продолжать розыгрыш, чем увеличивает контролируемую площадь корта. Он изменил представления о выборе позиции ног для атак, прыгая на смеш из любых неудобных для этого положений, без разбега, а также за счёт специфической работы ног и разворота корпуса нанося удары с задней линии — казалось бы, еле успевая к волану.

## Личная жизнь
13 декабря 2010 года Линь Дань женился на китайской бадминтонистке Се Синфан, с которой они встречались на протяжении 7 лет.

## Рекорды
1. Единственный обладатель титула чемпиона мира в 3 последовательных чемпионатах.
2. Единственный обладатель Олимпийского золота и 4 золотых медалей розыгрыша первенства Мира.
3. Выигрыш всех главных турниров года за один год (2007) — аналог теннисного «Большого шлема».
4. Лучшая статистика встреч с игроками — с 2003 г. положительная против всех соперников.

## Главные достижения
| Место                     | Категория | Дата | Место проведения/Турнир            |
| ------------------------- | --------- | ---- | ---------------------------------- |
| Чемпионат мира, Олимпиада |           |      |                                    |
| 1                         | Одиночки  | 2013 | Гуанчжоу, Китай                    |
| 1                         | Одиночки  | 2012 | Олимпиада, Лондон, Великобритания  |
| 1                         | Одиночки  | 2011 | Лондон, Великобритания             |
| 1                         | Одиночки  | 2009 | Хайдарабад, Индия                  |
| 1                         | Одиночки  | 2008 | Олимпиада, Китай, Пекин            |
| 1                         | Одиночки  | 2007 | Куала-Лумпур, Малайзия             |
| 1                         | Одиночки  | 2006 | Мадрид, Испания                    |
| 2                         | Одиночки  | 2005 | Анахайм, США                       |
| Азиатские игры            |           |      |                                    |
| 1                         | Одиночки  | 2010 | Гуанчжоу, Китай                    |
| 1                         | Командные | 2010 | Гуанчжоу, Китай                    |
| 1                         | Командные | 2006 | Доха, Катар                        |
| 2                         | Одиночки  | 2006 | Доха, Катар                        |
| 3                         | Командные | 2002 | Пусан, Корея                       |
| Кубок Томаса              |           |      |                                    |
| 1                         | Командные | 2010 | Куала-Лумпур, Малайзия             |
| 1                         | Командные | 2008 | Индонезия                          |
| 1                         | Командные | 2006 | Япония                             |
| 1                         | Командные | 2004 | Джакарта, Индонезия                |
| Мировое гран-при          |           |      |                                    |
| 1                         | Одиночки  | 2010 | China Masters Super Series 2010    |
| 1                         | Одиночки  | 2009 | China Super Series 2009            |
| 1                         | Одиночки  | 2009 | FRENCH SUPER SERIES 2009           |
| 1                         | Одиночки  | 2009 | China Masters Super Series 2009    |
| 1                         | Одиночки  | 2009 | All England Super Series 2009      |
| 1                         | Одиночки  | 2008 | China Super Series 2008            |
| 1                         | Одиночки  | 2008 | THAILAND GRAND PRIX GOLD 2008      |
| 1                         | Одиночки  | 2008 | Wilson Swiss Super Series 2008     |
| 1                         | Одиночки  | 2007 | HONG KONG SUPER SERIES 2007        |
| 1                         | Одиночки  | 2007 | China Masters Super Series 2007    |
| 1                         | Одиночки  | 2007 | DENMARK SUPER SERIES 2007          |
| 1                         | Одиночки  | 2007 | Yonex All England Super Series     |
| 1                         | Одиночки  | 2007 | Yonex German Open                  |
| 1                         | Одиночки  | 2007 | Yonex Korea Open Super Series      |
| 1                         | Одиночки  | 2006 | Yonex Japan Open                   |
| 1                         | Одиночки  | 2006 | Hong Kong Open                     |
| 1                         | Одиночки  | 2006 | Macau Open                         |
| 1                         | Одиночки  | 2006 | Chinese Taipei Open                |
| 1                         | Одиночки  | 2006 | Yonex All England Open             |
| 1                         | Одиночки  | 2005 | Hong Kong Open                     |
| 1                         | Одиночки  | 2005 | China Masters                      |
| 1                         | Одиночки  | 2005 | Yonex Japan Open                   |
| 1                         | Одиночки  | 2005 | German Open                        |
| 1                         | Одиночки  | 2004 | China Open                         |
| 1                         | Одиночки  | 2004 | German Open                        |
| 1                         | Одиночки  | 2004 | Realkredit Denmark Open            |
| 1                         | Одиночки  | 2004 | Yonex All England Open             |
| 1                         | Одиночки  | 2004 | Swiss Open                         |
| 1                         | Одиночки  | 2003 | China Open                         |
| 1                         | Одиночки  | 2003 | Hong Kong Open                     |
| 1                         | Одиночки  | 2003 | Realkredit Denmark Open            |
| 1                         | Одиночки  | 2002 | Noonnoppi Korea Open               |
| 2                         | Одиночки  | 2010 | JAPAN SUPER SERIES 2010            |
| 2                         | Одиночки  | 2009 | Swiss Super Series 2009            |
| 2                         | Одиночки  | 2008 | HONG KONG SUPER SERIES 2008        |
| 2                         | Одиночки  | 2008 | All England Open Super Series 2008 |
| 2                         | Одиночки  | 2008 | KOREA SUPER SERIES 2008            |
| 2                         | Одиночки  | 2006 | Malaysia Open                      |
| 2                         | Одиночки  | 2005 | Malaysia Open                      |
| 2                         | Одиночки  | 2005 | Yonex All England Open             |
| 2                         | Одиночки  | 2003 | German Open                        |
| 3                         | Одиночки  | 2007 | FRENCH SUPER SERIES 2007           |
| 3                         | Одиночки  | 2007 | Swiss Open 2007                    |
| 3                         | Одиночки  | 2007 | JAPAN SUPER SERIES 2007            |
| 3                         | Одиночки  | 2006 | China Open                         |
| 3                         | Одиночки  | 2006 | German Open                        |
| 3                         | Одиночки  | 2006 | China Masters                      |
| 3                         | Одиночки  | 2005 | Aviva Singapore Open               |
| 3                         | Одиночки  | 2004 | Djarum Indonesia Open              |
| 3                         | Одиночки  | 2004 | Yonex Japan Open                   |
| 3                         | Одиночки  | 2002 | All England Open                   |

### Супер Серия
| Легенда | Легенда       |
| ------- | ------------- |
| 1       | Победитель    |
| 2       | Финалист      |
| SF      | Полуфинал     |
| QF      | Четвертьфинал |
| R2      | 2-й Раунд     |
| R1      | 1-й Раунд     |
| Q       | Квалификация  |
| DNP     | Не играл      |

#### Супер Серия 2007 года
| Игрок     | MAS | KOR | ENG | SUI | SIN | INA | CHN | JPN | DEN | FRA | CHN | HKG | Очки   | Место |
| --------- | --- | --- | --- | --- | --- | --- | --- | --- | --- | --- | --- | --- | ------ | ----- |
| Линь Дань | R2  | 1   | 1   | SF  | QF  | DNP | 1   | SF  | 1   | SF  | R1  | 1   | 73,900 | 1     |

#### Супер Серия 2008 года
| Игрок     | MAS | KOR | ENG | SUI | SIN | INA | CHN | THA | DEN | FRA | CHN | HKG | Очки   | Место |
| --------- | --- | --- | --- | --- | --- | --- | --- | --- | --- | --- | --- | --- | ------ | ----- |
| Линь Дань | DNP | 2   | 2   | 1   | DNP | DNP | DNP | 1   | DNP | DNP | 1   | 2   | 67,460 | 2     |